# Alvaschein
Alvaschein (toponimo tedesco; in romancio Alvaschagn, in italiano Alvisigno o Alvesagno, desueti) è una frazione di 134 abitanti del comune svizzero di Albula, nella regione Albula (Canton Grigioni).

## Geografia fisica
Alvaschein è situato nella valle dell'Albula, sulla sponda destra. Dista 30 km da Coira, 36 km da Davos e 52 km da Sankt Moritz.

## Storia

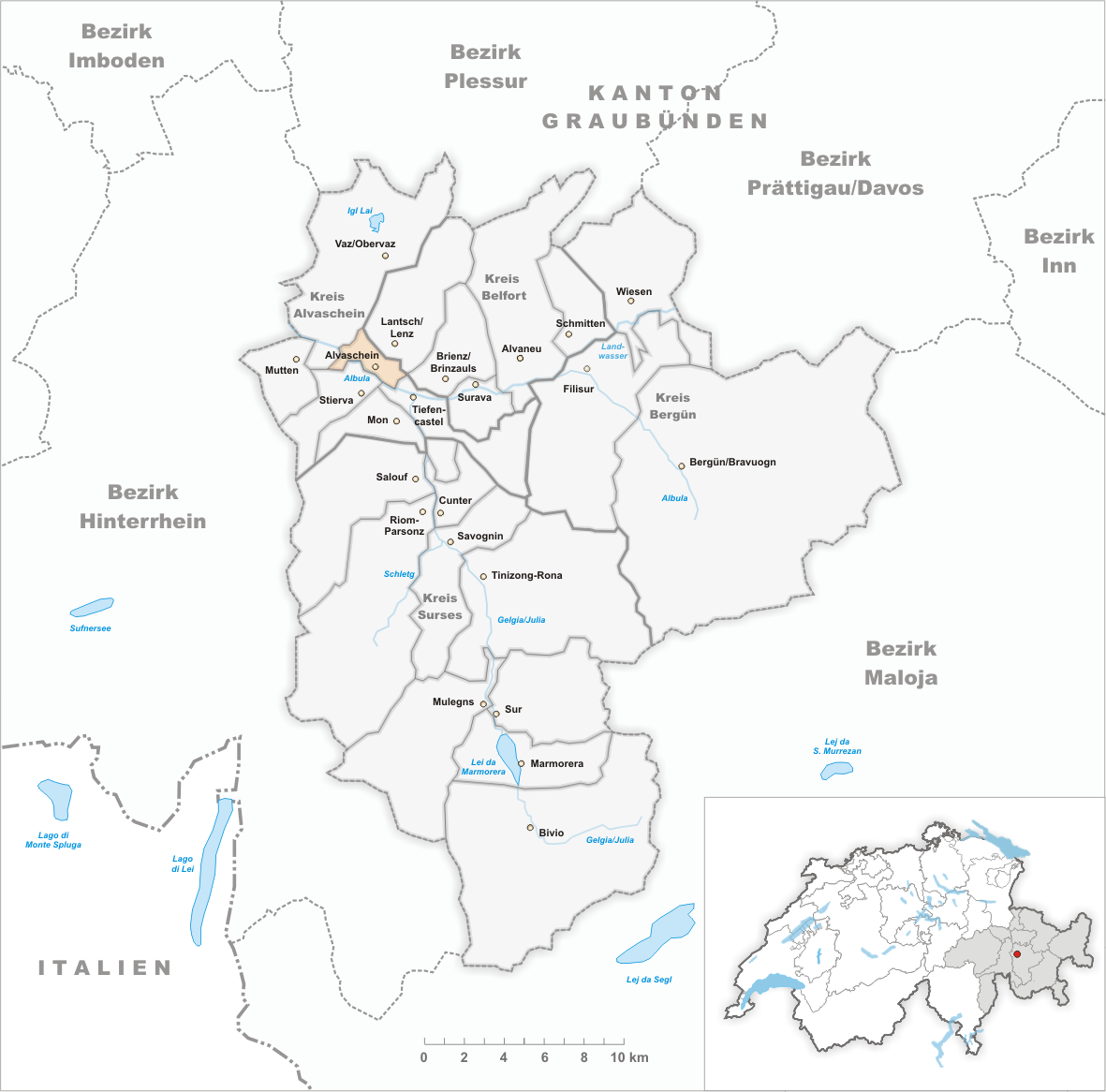
Il territorio del comune di Alvaschein prima degli accorpamenti comunali del 2015

Già comune autonomo che si estendeva per 4,08 km², il 1º gennaio 2015 è stato accorpato agli altri comuni soppressi di Alvaneu, Brinzauls, Mon, Stierva, Surava e Tiefencastel per formare il nuovo comune di Albula.

### Simboli
Lo stemma è uno scudo partito nero e argento (bianco), una sega da falegname nera e una chiave argento. Stanno a simboleggiare i due santi patroni del paese, cioè san Giuseppe e san Pietro, inoltre i colori fanno riferimento all'appartenenza alla Lega Grigia.

## Monumenti e luoghi d'interesse

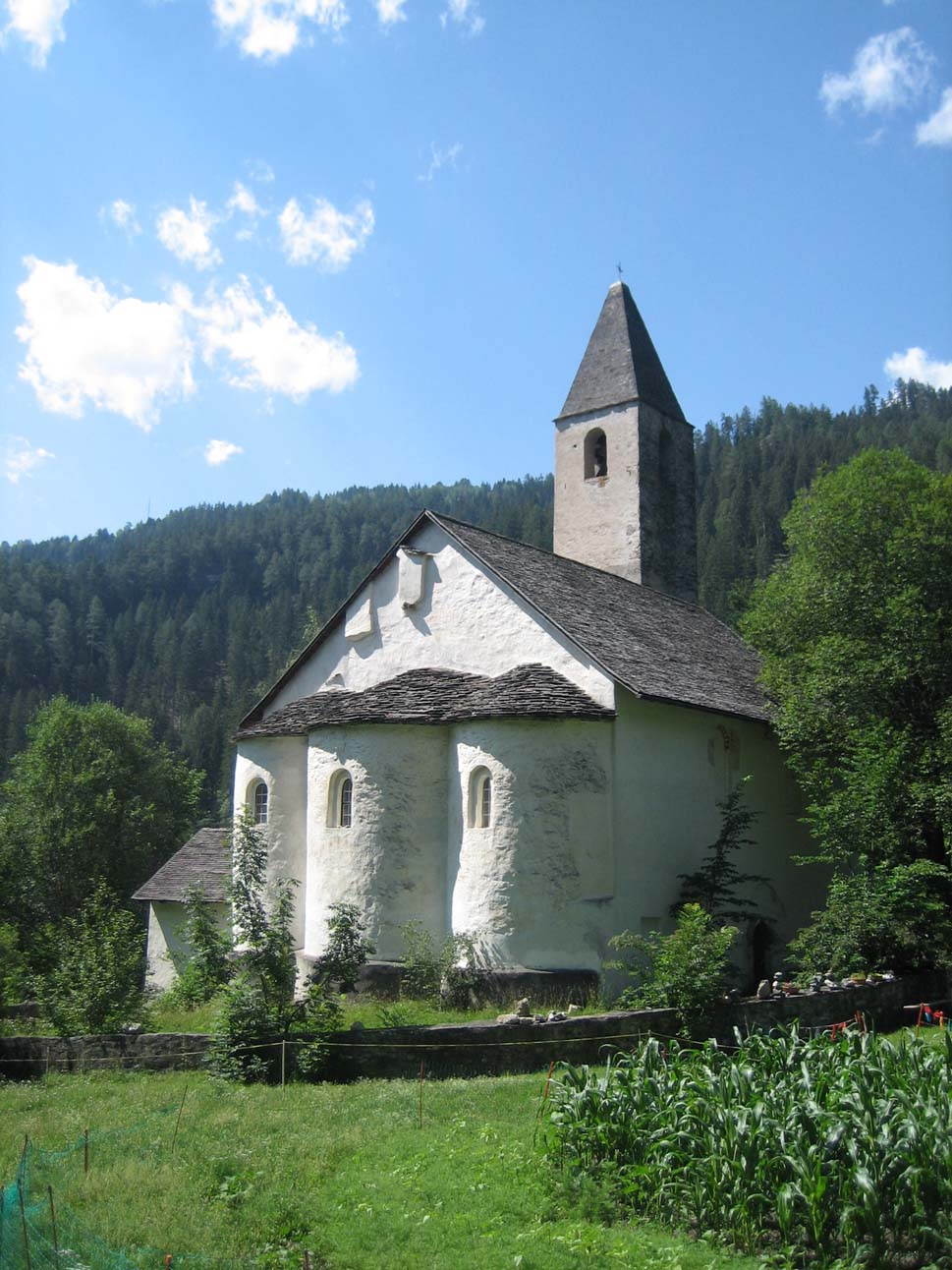
La chiesa di San Pietro

- Chiesa cattolica di San Giuseppe, eretta nel 1653[1].
- Chiesa cattolica di San Pietro (in romancio baselgia di San Peder[senza fonte]), già chiesa del convento di Mistail, ricostruita nell'800 circa[3] e inserita nell'Inventario degli insediamenti svizzeri da proteggere[senza fonte].

## Società

### Evoluzione demografica
L'evoluzione demografica è riportata nella seguente tabella:
Abitanti censiti

### Lingue e dialetti
Fino al 1950 la lingua prevalente era il romancio, in seguito l'uso di questo idioma è progressivamente diminuito.

## Infrastrutture e trasporti
La stazione ferroviaria più vicina è Tiefencastel della Ferrovia retica, a 3 km. L'uscita autostradale di Thusis, sulla A13/E43, dista 12 km.

## Amministrazione
Ogni famiglia originaria del luogo fa parte del comune patriziale che ha la responsabilità della manutenzione di ogni bene comune.